# Jean Trogneux
Pour les articles homonymes, voir Trogneux.
Jean Trogneux est une chocolaterie-confiserie basée  à Amiens, en France et dirigée par six générations de la famille Trogneux. La maison est renommée pour ses macarons, dont deux millions sont produits chaque année. En plus de sept points de vente à Amiens, l'entreprise familiale compte des boutiques dans d'autres villes de Picardie et des Hauts-de-France : Le Touquet, Lille, Arras et Saint-Quentin.

## Gamme de produits
L'entreprise propose à son catalogue 2 500 produits différents et a produit plus de deux millions de macarons en 2015.
La recette à l'origine de la réputation de la maison, le macaron d'Amiens, est restée inchangée depuis sa création par Jean-Baptiste Trogneux en 1898. La même technique de fabrication artisanale et la même liste d'ingrédients composés de produits naturels sont utilisés : amandes Valencias, sucre, miel, blanc d'œuf, huile d'amande douce et amandes amères. Le macaron d'Amiens a été popularisé par la maison, principal producteur de cette spécialité régionale.[réf. nécessaire]
En 2015, la maison compte sept magasins (chocolaterie-confiserie) en France, dont le premier à Amiens.

### Une spécialité renommée
L'entreprise est connue pour son macaron d'Amiens, spécialité d'Amiens dont elle dit vendre plus de deux millions par an (données 2015). Le macaron d'Amiens de Jean Trogneux a obtenu en 1992, le grand prix de la meilleure spécialité régionale au salon international Intersuc de Paris. La recette, composée uniquement de produits naturels, n'a pas changé depuis 1872 : amandes valencias, sucre, miel, blancs d’œufs, huile d'amande douce et amandes amères (sans conservateur ni colorant)[source insuffisante].
Outre ces macarons, l'entreprise propose une gamme de chocolats.

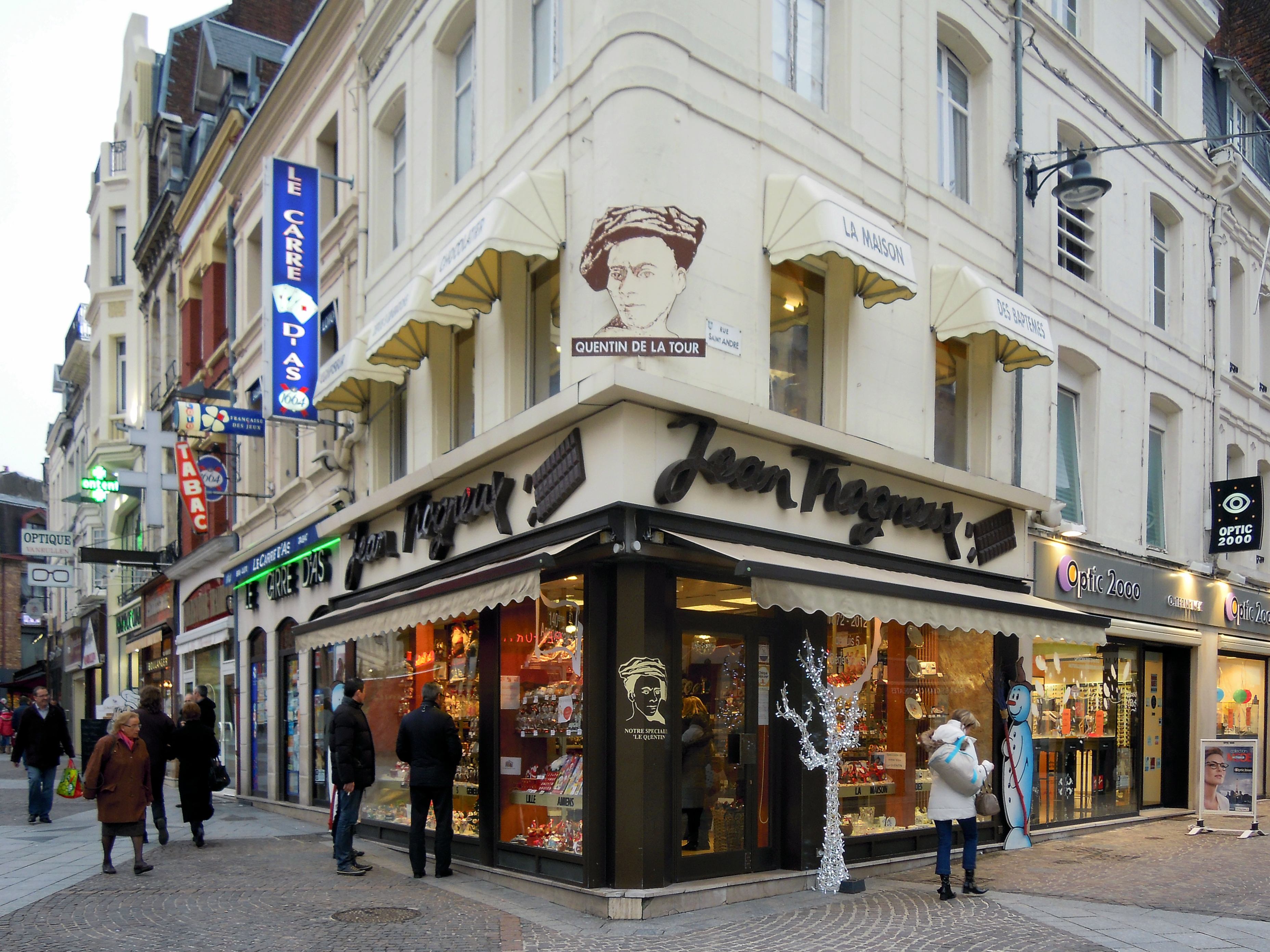
La boutique de Saint-Quentin.
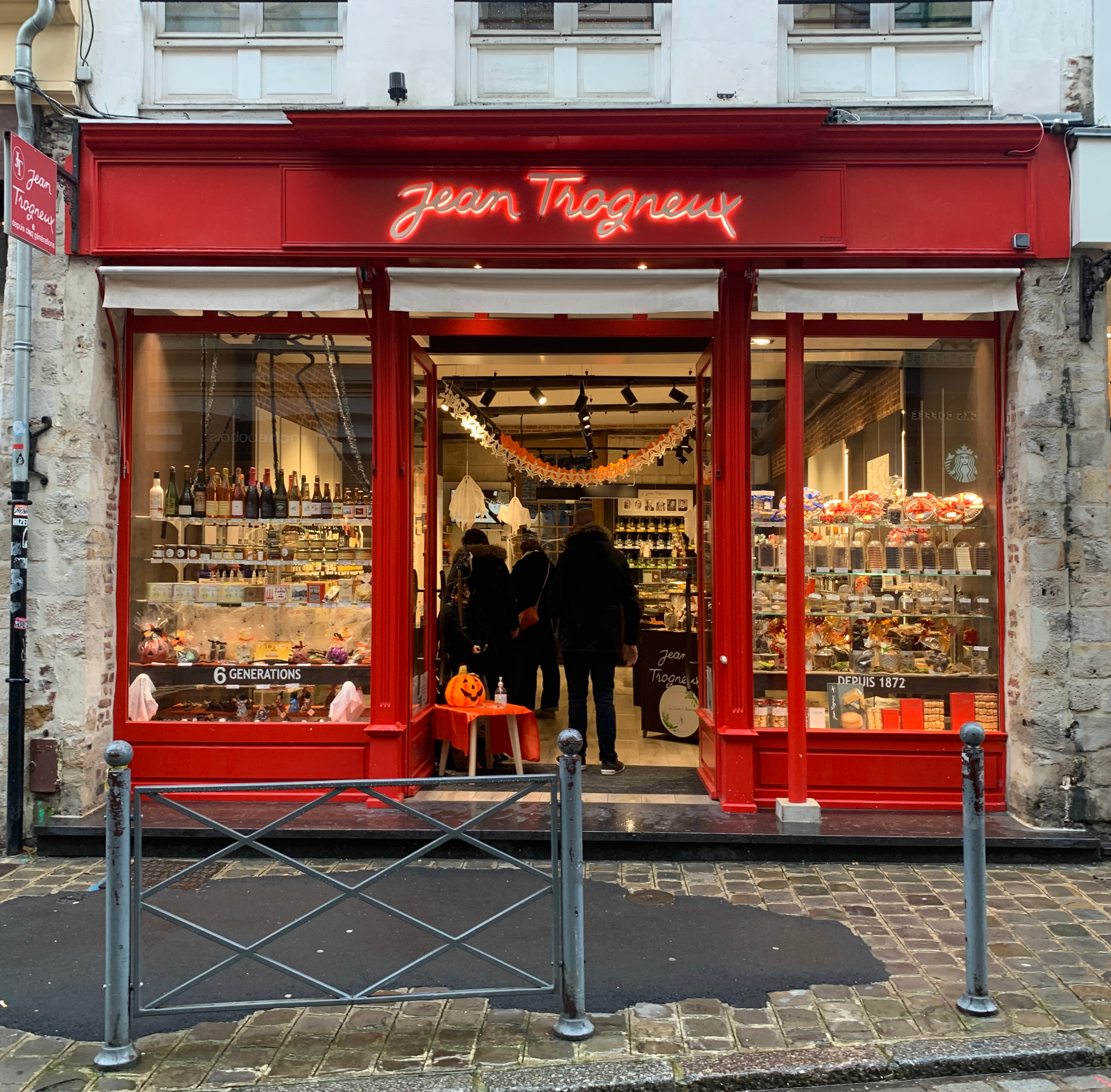
La boutique de Lille.
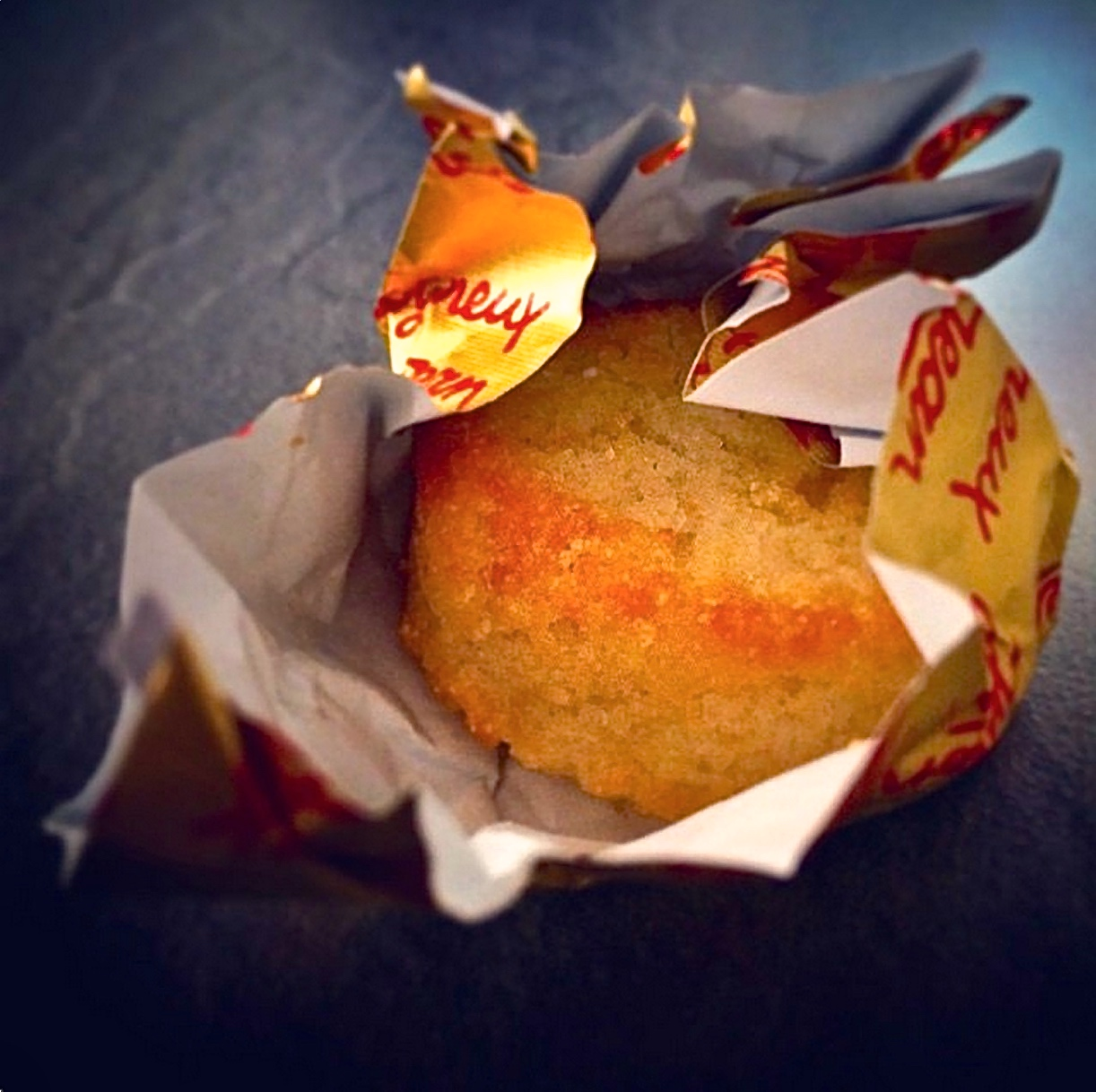
Le macaron d'Amiens.

## Dirigeants
La maison Trogneux, créée en 1872 par Marc Étienne Xavier Trogneux (1852-1911), artisan chocolatier et confiseur, est une entreprise familiale d'Amiens transmise de père en fils depuis six générations.

### Marc Étienne Xavier Trogneux
Le fondateur Jean-Baptiste Trogneux, boulanger pâtissier, s'installe en 1872 dans le centre-ville d'Amiens, place Notre-Dame, dans le quartier Gambetta-Delambre-Duméril à la même adresse que la confiserie actuelle. Dans un premier temps, il réalise soufflés et entremets puis propose plus tard les « macarons d'Amiens » qui deviendront le produit phare de la maison[source insuffisante].
Il est né le 25 avril 1852 à Lamotte-Buleux dans le département de la Somme, d'Aurélie Trogneux, fileuse, et d'un père inconnu. Il épouse Maria Duhamel avec qui il aura deux enfants dont un fils Ernest Trogneux[réf. nécessaire]. Veuf, il épouse en secondes noces le 27 novembre 1879, à Péronne, Olympe Pagniez. Il se déclare pâtissier à Amiens lorsque naît l'unique fils[réf. nécessaire] de cette seconde union : Arthur Étienne Jean Baptiste Trogneux, né le 5 novembre 1881 à Amiens.

### Jean Trogneux (1)
À partir de 1909, il devient pâtissier dans la maison Trogneux. Le 28 avril 1908, il épouse à Vervins dans le département de l'Aisne, Marguerite Charlier. De ce mariage est issu un fils unique[réf. nécessaire], Jean Georges Trogneux (26 avril 1909 à Amiens - 15 janvier 1994 à Amiens.

### Jean Trogneux (2)
Le 26 septembre 1931 à Amiens, Jean Trogneux épouse Simone Marie Madeleine Pujol. De ce mariage naissent six enfants dont deux fils, Jean-Claude Trogneux et Jean-Michel Trogneux, et quatre filles dont Brigitte Macron épouse du 25e président de la République française, née en 1953, qui est la benjamine.

### Jean-Claude Trogneux
Fils aîné de Jean Trogneux, il reprend l'entreprise familiale et contribue à l'essor et au développement de la marque jusqu'à la fin du XXe siècle. Il épouse à Amiens le 14 juin 1960 Danièle Courbot. Le couple divorce. Il épouse en secondes noces à Amiens le 26 septembre 1990 Brigitte Poillion, divorcée en 1980 d'Alain Deledicque[réf. nécessaire], médecin en rééducation fonctionnelle et sportive. De son premier mariage sont nés trois enfants[réf. nécessaire] dont un fils Jean-Alexandre Trogneux.
Depuis le milieu du XXe siècle, la famille Trogneux est « solidement enracinée » au Touquet-Paris-Plage où Jean-Claude Trogneux acquiert une villa en 1970, mais il réside jusqu'à la fin de sa vie à Amiens. Au niveau de la politique locale, il soutient Gilles de Robien lors de sa première candidature à la mairie en 1989. De tempérament sportif, il est également Président du tennis-club d’Amiens et organise pendant plusieurs années des promenades à vélo entre Le Touquet et Amiens.[réf. nécessaire]
Il meurt le 9 novembre 2018 à l'âge de 85 ans. Brigitte Macron assiste aux obsèques accompagné de son époux Emmanuel Macron le 13 novembre 2018.

### Jean-Alexandre Trogneux
Au début des années 1980, après avoir terminé cinq années d’études supérieures dans la finance, il envisage de partir à New York pour devenir trader à Wall Street dans un contexte politique où François Mitterrand arrive au pouvoir. Son grand-père, indisponible car malade, lui demande de reprendre l'affaire familiale. Il déclare avoir accepté en déclarant « Lui opposer une fin de non-recevoir est impossible. Il était mon meilleur ami. Il avait une ouverture d’esprit incroyable, une grande classe et une écoute rare. Puis, dans la famille, la tradition était que seul un garçon pouvait reprendre l’entreprise. J’étais le seul fils. Je n’y ai pas échappé ». Durant près de 30 ans, il contribue au développement de l'entreprise. Il se focalise notamment sur la stratégie commerciale, la finance, la gestion et le management de l’entreprise. Après le lancement du site internet en 2000, l'entreprise exporte ses produits dans le monde entier.
À partir de 2017, l'entreprise connaît une renommée nationale liée à la médiatisation de la vie publique de Brigitte Macron et d'Emmanuel Macron, qui deviendra par la suite président de la République française. Cela  conduit à un inévitable jeu de mots dans la presse : « On avait déjà le macaron d'Amiens. Maintenant, on a aussi le Macron d'Amiens ! ».
Début décembre 2018, lors des manifestations des Gilets jaunes, les magasins et le personnel font l'objet de menaces liée à une rumeur qui insinue qu'Emmanuel Macron est propriétaire de l'entreprise familiale. Jean-Alexandre déclare vouloir « rétablir la vérité » dans la presse et annonce une plainte liée à des menaces de vandalisme.

### Jean-Baptiste Trogneux
Fils de Jean-Alexandre Trogneux, Jean-Baptiste Trogneux est diplômé d'une école d'ingénieur l'HETEC et effectue plusieurs stages d'études en Asie dans l'industrie du luxe,. Il devient le dirigeant en janvier 2019, représentant ainsi la sixième génération à la tête de l'entreprise familiale. En mai 2020, il déclare que l'entreprise subit financièrement la crise liée au Covid-19 en perdant 80 % du chiffre d'affaires par rapport à 2019.
Le 20 avril 2021, il annonce la naissance de son fils Jean, représentant ainsi la septième génération de la célèbre maison Trogneux.
Le 15 mai 2023, il est victime devant sa chocolaterie d'une agression par des participants à une « casserolade ».

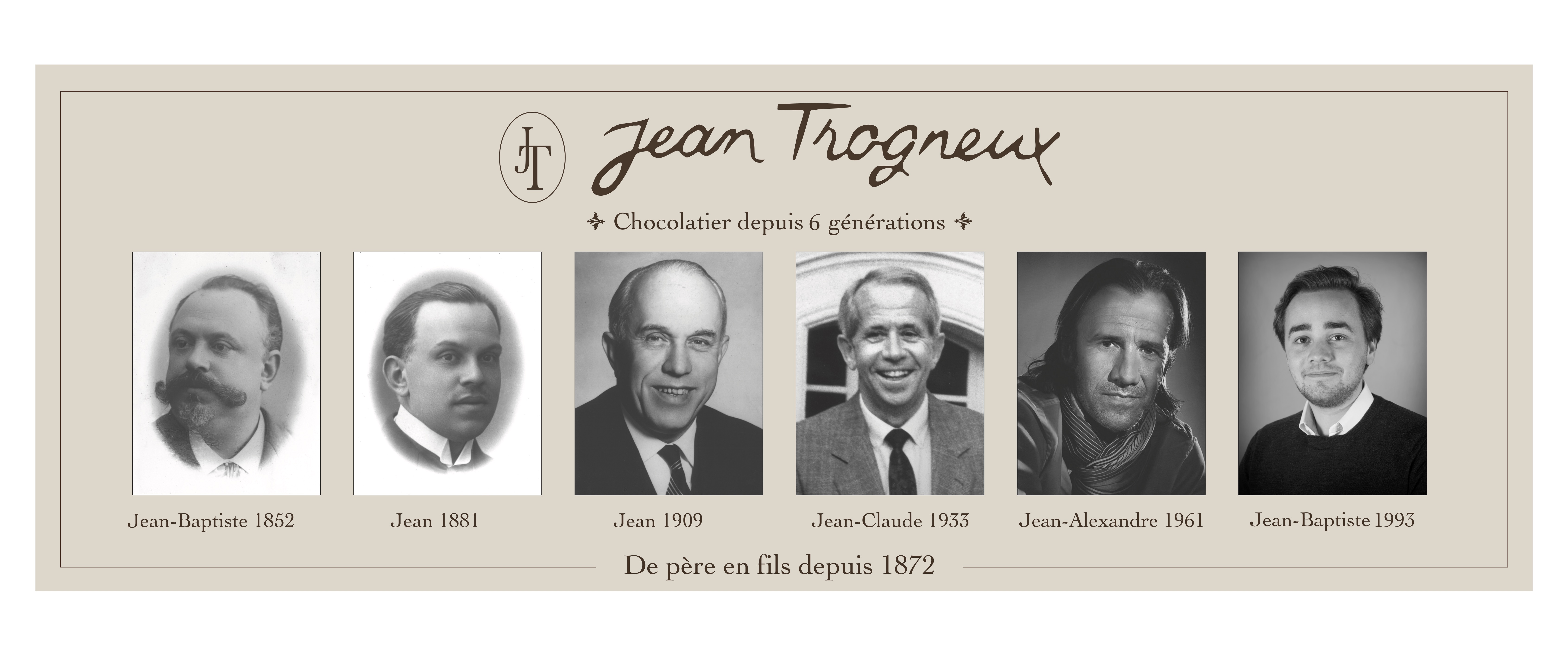
Portraits 6 générations

### Liens de filiation entre les personnalités
- Marc Étienne Xavier Trogneux (1852-1911), boulanger-pâtissier. Il épouse Olympe Elvire Pagniez (1858-1948).
  - Arthur Étienne Jean Baptiste Trogneux (1881-1951), pâtissier à Amiens. Il épouse le 28 avril 1908 à Vervins Marguerite Charlier (1884-1973).
    - Jean Georges Trogneux (1909-1994)[22], il épouse Simone Marie Madeleine Pujol (1913-1998)[23].
      - Annie Trogneux (1932-2025)[24]. Elle épouse Gérard Boulogne (1929-2022)[25],[26]
        - Sylvie Boulogne (1954-1960)[27].
        - Christine Boulogne (1957[28]-2025[29]), épouse Benoît Haquin (1954)[30].
        - Thierry Boulogne (1968) épouse Dorothée Ruin (1969)[31].

      - Jean-Claude Trogneux (1933-2018)[32]. Il épouse Danièle Courbot (1) puis Brigitte Poillion[réf. nécessaire].
        - (1) Jean-Alexandre Trogneux (1961).
          - Jean-Baptiste Trogneux (1993)[33] épouse Sasha Wan[34] (1991)[35].
            - Jean (2021)[34].

        - (1) Nathalie Trogneux.
        - (1) Martine Trogneux (1964)[36], stomatologue. Elle épouse Hacene Abbar[37][source insuffisante] (1956)[38], stomatologue[39].

      - Maryvonne Trogneux (1937-1960). Elle épouse Paul Farcy (1931-1960). Le couple meurt dans un accident de voiture le 24 février 1960[40] à Orvillers-Sorel[41].
        - Nathalie Farcy (1955).

      - Monique Trogneux (1941)[42]. Elle épouse Jean-Claude Gueudet (1940), dirigeant du deuxième distributeur automobile de l’Hexagone[43].
        - Anne-Catherine Gueudet (1964[44] épouse Domingos Freitas De Arnaud[45][source insuffisante].
        - Cyril Gueudet (1966)[46] épouse Céline Vanoye[47] (1967)[48].
        - Arnaud Gueudet (1972) épouse Audrey Gueudet[49].

      - Jean-Michel Trogneux (1945)[50].
      - Brigitte Trogneux (1953)[51]. Elle épouse André Auzière (1951-2019) en 1974[52], puis Emmanuel Macron en 2007[53].
        - Sébastien Auzière (1975)[54]. Il épouse Christelle Lorenzato[55].
        - Laurence Auzière (1977)[56]. Elle épouse Guillaume Jourdan (1975)[57]. Le couple divorce ; elle vit ensuite avec Matthieu Graffensttaden[58].
        - Tiphaine Auzière (1984)[59]. En 2010, elle se pacse avec Antoine Choteau[60] (1979)[61]. Le couple, qui a deux enfants : Élise (2014) et Aurèle (2016)[60] se sépare en 2025[62].

## Pour approfondir

### Site de l'entreprise
1. ↑  
« Le macaron d'Amiens » (consulté le 3 août 2025).
2. ↑  
« La Maison » (consulté le 3 août 2025)

### Autres sources
1. 1 2  
« Arras : la chocolaterie Trogneux va déménager sur la place des Héros » , sur le site du quotidien La Voix du Nord, 30 octobre 2015 (consulté le 3 août 2025).
2. 1 2 3 4  
Florence Guilhem, « Jean-Alexandre Trogneux perpétue la tradition familiale », sur Le site de l'Action agricole picarde, site des actualités agricoles et rurales des Hauts-de-France, 23 décembre 2015 (consulté le 3 août 2025).
3. ↑  
« Chocolatier – JEAN TROGNEUX – Amiens (80000) » (consulté le 3 août 2025).
4. ↑  Magazine Réponses Cuisine, été 2008, p. 66, [lire en ligne].
5. ↑  
« Jean-Baptiste, sixième du nom chez Trogneux à Amiens » , sur le site du quotidien Le Courrier picard (consulté le 3 août 2025).
6. ↑  Acte de naissance du 25 avril 1852 à Lamotte-Buleux de Marc Étienne Xavier Trogneux, p. 43-44/49, Archives départementales de la Somme, [lire en ligne].
7. ↑  Acte de mariage du 27 novembre 1879 à Péronne entre Marc Étienne Xavier Trogneux et Olympe Elvire Pagniez, p. 89/383, Archives départementales de la Somme, [lire en ligne].
8. 1 2  Registre des naissances de l'année 1881 - Acte de naissance d'Arthur Étienne Jean Baptiste Trogneux, [lire en ligne] p. 474/577.
9. 1 2  Registre des naissances de l'année 1909 - Acte de naissance de Jean Georges Trogneux, [lire en ligne] p. 158/525.
10. ↑  
Agnès Frémiot, « Anne-Marie Trogneux, la soeur de Brigitte Macron, est décédée : Ses obsèques ont eu lieu ce mardi 15 juillet », sur le site du magazine Gala, 15 juillet 2025 (consulté le 3 août 2025).
11. ↑  CV du Dr Alain Deledicque.
12. ↑  
Pierre Leduc, « Découvrez la chocolaterie Trogneux, propriété de sa famille, à Amiens », sur le site du quotidien Nord Littoral, 7 juin 2016 (consulté le 3 août 2025).
13. ↑  
B. T., « Jean-Claude Trogneux, le frère aîné de Brigitte Macron, vient de s’éteindre », sur le site du quotidien La Voix du Nord, 9 novembre 2018 (consulté le 3 août 2025).
14. ↑  
Hajera Mohammad, « Amiens : Jean-Claude Trogneux, le frère de Brigitte Macron, est décédé », sur le site de la station France Bleu, 9 novembre 2018 (consulté le 3 août 2025).
15. ↑  
Hajera Mohammad, « Amiens : Emmanuel Macron assiste aux obsèques de Jean-Claude Trogneux », sur le site de la station France Bleu, 13 novembre 2018 (consulté le 3 août 2025).
16. 1 2  
Tiphaine Lévy-Frébault, « Qui est Brigitte Trogneux, l'épouse d'Emmanuel Macron ? », sur le site du quotidien L'Express, 25 juin 2015 (consulté le 4 août 2025)
17. ↑  
Isabelle Boidanghein, « Gilets jaunes : à Amiens, l’appel au secours du neveu de Brigitte Macron », sur le site du quotidien Le Parisien, 4 décembre 2018 (consulté le 4 août 2025)
18. ↑  Bakhti Zouad, « Jean-Baptiste, sixième du nom chez Trogneux à Amiens », sur Courrier picard (consulté le 28 octobre 2021)
19. ↑  « "La relance éco" : à Amiens, le déconfinement a un goût de chocolat », sur France Bleu, 15 mai 2020 (consulté le 1er novembre 2021)
20. ↑  Bakhti Zouad, « Un nouveau-né à croquer à la chocolaterie Trogneux à Amiens », sur Courrier picard, 20 avril 2021 (consulté le 1er novembre 2021)
21. ↑  « Jean-Baptiste Trogneux, le petit-neveu de Brigitte Macron agressé, a refusé une protection policière », sur Le Parisien, 16 mai 2023
22. ↑  Fiche de Jean Georges Trogneux dans le fichier Insee des décès depuis 1970 en France.
23. ↑  Fiche de Simone Marie Madeleine Pujol dans le fichier Insee des décès depuis 1970 en France.
24. ↑   « Avis de décès de Madame Annie Boulogne », sur Libra Memori, juillet 2025 (consulté le 14 juillet 2025).
25. ↑   « Disparition de Monsieur Gérard Boulogne », sur Boulogne-ETS, 2022 (consulté le 27 juillet 2025).
26. ↑  
« L’ex-patron des établissements Boulogne et beau-frère de Brigitte Macron est mort », sur Le Courrier picard, 2 mai 2022 (consulté le 24 février 2025).
27. ↑   « Brigitte Macron intime : ses secrets les mieux gardés », sur Gala, 18 octobre 2022 (consulté le 21 juillet 2025).
28. ↑  
« Christine Boulogne : HAQUIN BENOIT ET CHRISTINE », 2023 (consulté le 26 juillet 2025).
29. ↑  
« Christine Haquin », sur Le Figaro, 22 juillet 2025 (consulté le 26 juillet 2025).
30. ↑  « Christine Boulogne », sur Pappers, 2023 (consulté le 25 février 2025).
31. ↑  
« Dorothée RUIN : ÉTABLISSEMENTS BOULOGNE », sur Pappers, 2023 (consulté le 25 février 2025).
32. ↑  Fiche de Jean-Claude Trogneux dans le fichier Insee des décès depuis 1970 en France.
33. ↑   « Jean-Baptiste Trogneux », sur le site d'information Pappers, 2025 (consulté le 29 juillet 2025).
34. 1 2   « Agression de Jean-Baptiste Trogneux : les liens de ce père de famille avec Hong Kong », sur Le Petit Journal, 23 mai 2023 (consulté le 29 juillet 2025).
35. ↑   « Sasha Wan : SWAN STUDIO », sur le site d'information Pappers, 2025 (consulté le 29 juillet 2025).
36. ↑   « Société SELARL DE MEDECINS DU DOCTEUR MARTINE TROGNEUX », sur le site d'information Pappers, octobre 2024 (consulté le 29 juillet 2025).
37. ↑   « Hacene Abbar : Généalogie », sur Geneanet (consulté le 30 juillet 2025).
38. ↑   « Monsieur ABBAR Hacène », sur Societe.com, 2025 (consulté le 30 juillet 2025).
39. ↑  Stomatologues à Longjumeau.
40. ↑  Plaque commémorative à Albert (Somme), indiquant l'âge des époux défunts.
41. ↑  Kalina Raoelina, « Brigitte Macron : le drame familial ayant hanté son enfance en 1960 », 26 avril 2019
42. ↑   « Monique Trogneux GUEUDET », sur Pappers, 2023 (consulté le 30 juillet 2025).
43. ↑  
« Brigitte Macron : La Trognella, ses tenues Vuitton, Carla... découvrez ses petits secrets », sur le site du magazine Capital (consulté le 2 août 2025).
44. ↑   « Anne-Catherine Gueudet : STELLA IMMOBILIÈRE », sur Pappers, 2023 (consulté le 1er août 2025).
45. ↑   « Anne-Catherine GUEUDET généalogie », sur Geneanet (consulté le 1er août 2025).
46. ↑   « Cyril Gueudet », sur Pappers, 2024 (consulté le 1er août 2025).
47. ↑   « Mme Arlette Gueudet », sur Le Figaro, 17 décembre 2012 (consulté le 1er août 2025).
48. ↑   « Société FRIENDS (837 971 738) », sur Pappers, 1er août 2025 (consulté le 1er août 2025).
49. ↑   « Mme Arlette Gueudet », sur Le Figaro, 17 décembre 2012 (consulté le 1er août 2025).
50. ↑   « Actes en ligne - Jean-Michel Trogneux », sur Geneanet (consulté le 21 juillet 2025).
51. ↑   « Brigitte Macron - Sa bio et toute son actualité », sur Elle (consulté le 1er août 2025).
52. ↑   « Brigitte Macron : son ex-mari André-Louis Auzière est décédé », sur Le Point, 8 octobre 2020.
53. ↑   « Emmanuel et Brigitte Macron fêtent leurs dix ans de mariage », sur Paris-Match, 20 octobre 2017 (consulté le 1er août 2025).
54. ↑   « Sébastien Auzière », sur Gala (consulté le 2 août 2025).
55. ↑   « Brigitte Macron : qui est sa belle-fille, la discrète Christelle Auzière ? », sur Gala, 7 décembre 2022 (consulté le 2 août 2025).
56. ↑  
« Laurence Auzière », sur Gala (consulté le 2 août 2025).
57. ↑   « Guillaume Jourdan : CENTRE D’IMAGERIE RENE SERRA », sur Pappers, 2025 (consulté le 2 août 2025).
58. ↑  
Pauline Bosquet, « Brigitte Macron : sa fille Laurence n’a d’yeux que pour son chéri Matthieu, la preuve en image », sur le site du magazine Gala, 16 août 2024 (consulté le 2 août 2025).
59. ↑  
« Tiphaine Auzière », sur Gala (consulté le 2 août 2025).
60. 1 2  
« Antoine Choteau », sur le site du magazine Gala (consulté le 2 août 2025).
61. ↑   « Antoine Choteau : DOCTEUR ANTOINE CHOTEAU », sur Pappers, 2025 (consulté le 2 août 2025).
62. ↑  
Nicolas Schwartz, « Brigitte Macron : sa fille Tiphaine Auzière s’est séparée de son compagnon Antoine », sur le site du magazine Gala, 25 janvier 2025 (consulté le 2 août 2025).